# بارز وميلودي
بارز وميلودي (ب.ا.م) هما ثنائي فرقة غناء بوب / راب بريطانية تضم كل من مغني الراب Leondre Devries (بارز) ومغني البوب Charlie Lenehan (ميلودي). بدأت شهرتهما بعد اشتراكهما في برنامج المواهب Britain’s Got Talent بنسخته الثامنة في 2014 حيث حصدا المرتبة الثالثة في النهائيات بعد كل من المتسابقة Lucy Kay وفرقة Collabro التي حصدت المركز الأول.
بعد انتهاء البرنامج، حصل كل من بارز وميلودي على عقد تسجيل مع شركة Sony Music وسيصدران أول أغنية Single لهما “Hopeful" في 27 يوليو 2014

## المسيرة الغنائية

### 2014: Britain’s Got Talent
في 8 فبرایر 2014 تقدم كل ما بارز وميلودي في مدينة Manchester للمشاركة في برنامج المواهب Britain’s Got Talent بنسخته الثامنة، حيث قاما بأداء أغنية بعنوان Hopeful المبنية على لحن لأغنية تدعى Hope لمغني الراب Twista مع تغيير كلمات الأغنية التي حملت رسالة إنسانية ضد ممارسة التنمّر أو العنف الجسدي ضد الطلاب في المدارس، وقد لاقى أدائهما إعجاب الجمهور بشكل ثوري رافقها هتافات تقول “Push The Gold” بمعنى “إضغط على الزر الذهبي” الذي يسمح لهما بالتأهل مباشرة إلى مرحلة النصف النهائي من البرنامج، وهذا ما فعله حكم البرنامج Simon Cowell
حصد أدائهما على أكثر من 38 مليون مشاهدة على موقع يوتيوب خلال شهرين فقط.
قبل مواجهات النصف النهائي من البرنامج، ظهر كل من بارز وميلودي في مقابلة مباشرة لأشهر البرامج التلفزيونية في الولايات المتحدة الأمريكية The Ellen Degeneres Show وتحدثا عن كيفية بدء مسيرتهما الغنائية.
في مواجة النصف النهائي في 29 أيار 2014 قام بارز وميلودي بأداء أغنية بعنوان I’ll Be Missing You لمغني الراب الأمريكي Puff Daddy مع تغيير كلمات الأغنية أيضاً وقد استطاعا التقدم والتأهل لمرحلة النهائيات.

### 2014 وحتى الآن: أول أغنية Single
على الرغم من عدم إحرازهما للمركز الأول في البرنامج إلا أن بارز وميلودي استطاعا الحصول على عقد تسجيل غنائي مع شركة Sony Music بتكلفة نصف مليون يورو.
في 15 يونيو 2014 تم الإعلان عن أن بارز وميلودي قد وقّعا على عقد مبدئي لإطلاق أغنية Single مع شركة Syco التابعة للمنتج والحكم Simon Cowell
في 7 يوليو 2014 طرح بارز وميلودي أول Clip لهما على قناتهما الرسمية على يوتيوب بعنوان Hopefull وهي أول Single للثنائي، وسيبدأ بيع الاغنية رسميا في 27 يوليو 2014

## أعضاء الفرقة
- Leondre Devries - ليوندريه ديفريس (6 أوكتوبر 2000) هو من Port Talbot, Wales من مدرسة Glan Afan Comprehensive School، والداه هما Antonio & Victoria Devries وقد تحدث في مقابلاته عدة مرات عن تعرضه للتنمّر من قبل بعض الطلاب في مدرسته وهذا ما دفعه للبدء في كتابة مشاعره الغاضبة والحزينة وصياغتها بـ طريقة موسيقى الراب. لديه اخت واحدة أصغر منه وثلاثة اخوة أكبر منه سناً.
- Charlie Lenehan - شارلي لينيهان هو من Frampton Cotterell, Bristol من معهد Winterbourne International Academy، يعيش مع والدته وتدعى Karen واخته الصغرى وتدعى Brooke وقد بدأ الغناء عندما كان عمر 11 عام حيث شكّل ثنائي غنائي مع أحد زملائه في المدرسة.

## الألبوم
- 2015: 143
- 2017: Covers

## الأغاني

### أغاني Singles
| السنة | العنوان        | الترتيب             | الألبوم |
| السنة | العنوان        | يو كاي سنغلس تشارتس | الألبوم |
| ----- | -------------- | ------------------- | ------- |
| 2014  | "Hopeful"      | 5                   | 143     |
| 2015  | "Keep Smiling" | 52                  | 143     |
| 2015  | "Stay Strong"  | 53                  | 143     |

### الـ Video Clips
| السنة | العنوان   | المخرج |
| ----- | --------- | ------ |
| 2014  | "Hopeful" |        |

## روابط خارجية
- بارز وميلودي على موقع IMDb (الإنجليزية)
- بارز وميلودي على موقع ميوزك برينز (الإنجليزية)
- بارز وميلودي على موقع ديسكوغز (الإنجليزية)